# Joseph Sebastian Felix Breitenauer
Joseph Sebastian Felix Breitenauer (getauft am 14. Januar 1761 in Eichstätt; † 1829 in Wien) war ein Zeichner und Kupferstecher in Eichstätt und Wien.

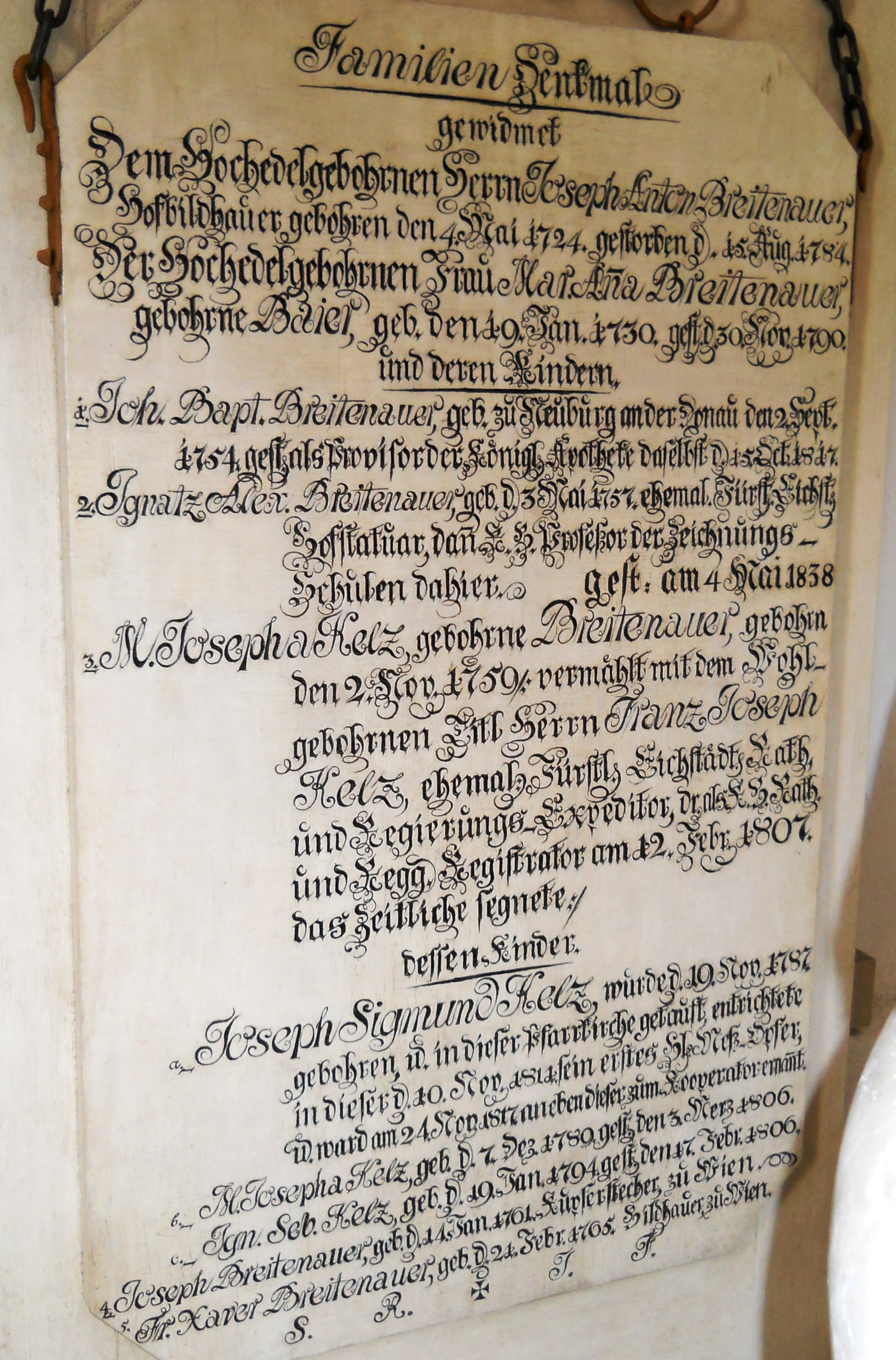
Das Breitenauer-Familiendenkmal in der Eichstätter Kloster- und Pfarrkirche St. Walburg

## Leben
Die Eltern waren der aus Hochaltingen im Ries als Geselle nach Eichstätt zugezogene Bildhauer Joseph Anton Breitenauer (1722–1785) und seine Ehefrau, die Eichstätter Bäckerstochter Maria Anna geb. Baier (1728–1790). Joseph Sebastian hatte sieben Geschwister, unter ihnen Ignaz Alexander Breitenauer (1757–1838), der wie der Vater als Bildhauer in Eichstätt wirkte, und Franz Xaver Breitenauer (1765–1823), der an der Kaiserlichen Akademie in Wien als Bildhauer lehrte. In Eichstätt ist Joseph Breitenauer als Zeichner und Kupferstecher bis 1789 nachgewiesen. Dann ging er nach Wien, wo er 1797 in den Schülerverzeichnissen der Kaiserlichen Akademie der bildenden Künste verzeichnet ist und in der Folgezeit als „sehr geschickter Zeichner und Kupferstecher“ wirkte. Auf dem Breitenauer’schen Familiendenkmal in der Kloster- und Pfarrkirche St. Walburg, geschaffen 1821 von Ignaz Alexander, ist Joseph Sebastian mit Geburtsdatum als zweitletzter verzeichnet. In einem Wiener Künstlerverzeichnis von 1821 ist er als „Porträt-Maler“ genannt, wohnhaft in der Josephstadt Nr. 74. Er starb 1829 verarmt in Wien. Ob er sich, wie im Sterbeeintrag des Magistrats vermerkt, als „Zeichenmeister“ der Wiener Akademie betätigte, ist weiter nicht belegt.
Sein Werk ist nahezu unbekannt geblieben. Vier Zeichnungen, die sich in der Graphischen Sammlung der Universitätsbibliothek Eichstätt befinden und den Namen „Jose: Breüdeneüer“ aufweisen, werden ihm zugeschrieben. 1974 wurde eine größere Tuschmalerei (als Kupferstich-Entwurf?) der Seleukiden-Sage erstmals beschrieben, die laut Erläuterung am Bildrand von „Joseph Breitenauer à Eichstaedt 1785“ geschaffen wurde und ihm (und nicht seinem im August des gleichen Jahres verstorbenen Vater) zugeschrieben wird.

## Werke
- Frauenkopf, Bleistiftzeichnung, ca. 29 × 23 cm, 1783 (in der Graphischen Sammlung der Universitätsbibliothek Eichstätt)
- Männerkopf, Bleistiftzeichnung, ca. 29 × 23 cm, 1783 (in der Graphischen Sammlung der Universitätsbibliothek Eichstätt)
- Rinder- und Pferdeköpfe (Studienblatt), Bleistiftzeichnung, ca. 22 × 25 cm, 1783 (in der Graphischen Sammlung der Universitätsbibliothek Eichstätt)
- Mann mit Frack und Hut (recto und verso) (Blatt mit Bewegungsstudien), ca. 20,5 × 33,5 cm, Feder in Braun über Bleistift (in der Graphischen Sammlung der Universitätsbibliothek Eichstätt)[8]
- Seleukiden-Sage, Tuschmalerei, 57 × 81 cm, 1785 (Zuschreibung durch Mager)[9] (Privatbesitz)